# Helen Fielding
Pour les articles homonymes, voir Fielding.
Œuvres principales
- Le Journal de Bridget Jones
- Bridget Jones : L'Âge de raison
- Bridget Jones : Folle de lui

Helen Fielding, née le 19 février 1958 à Morley dans le Yorkshire de l'Ouest, est une femme de lettres britannique, connue comme auteur de la saga littéraire constituée du roman Le Journal de Bridget Jones et de ses trois suites, Bridget Jones : L'Âge de raison et Bridget Jones : Folle de lui et Bridget Jones Baby : Le Journal.
Les romans de Bridget Jones sont d'abord publiés dans les colonnes des journaux The Independent et The Daily Telegraph en 1997 et 1998. En août 2005, sa colonne hebdomadaire est réintroduite dans The Independent. Un troisième roman mettant en scène le personnage de Bridget Jones, issu de ces colonnes, est publié en 2013.
Son quatrième roman, Olivia Joules ou l'Imagination hyperactive est publié en 2004, il s'agit d'une parodie des romans d'espionnage.
Helen Fielding est diplômée du St Anne's College de l'université d'Oxford, possède un diplôme d'anglais et a travaillé dans le journalisme télévisuel durant quelques années avant d'écrire son premier roman, Cause Celeb. Elle a été durant un temps la petite amie du scénariste Richard Curtis, l'auteur, entre autres, de Quatre mariages et un enterrement, Coup de foudre à Notting Hill et la série télé Blackadder, la vipère noire.

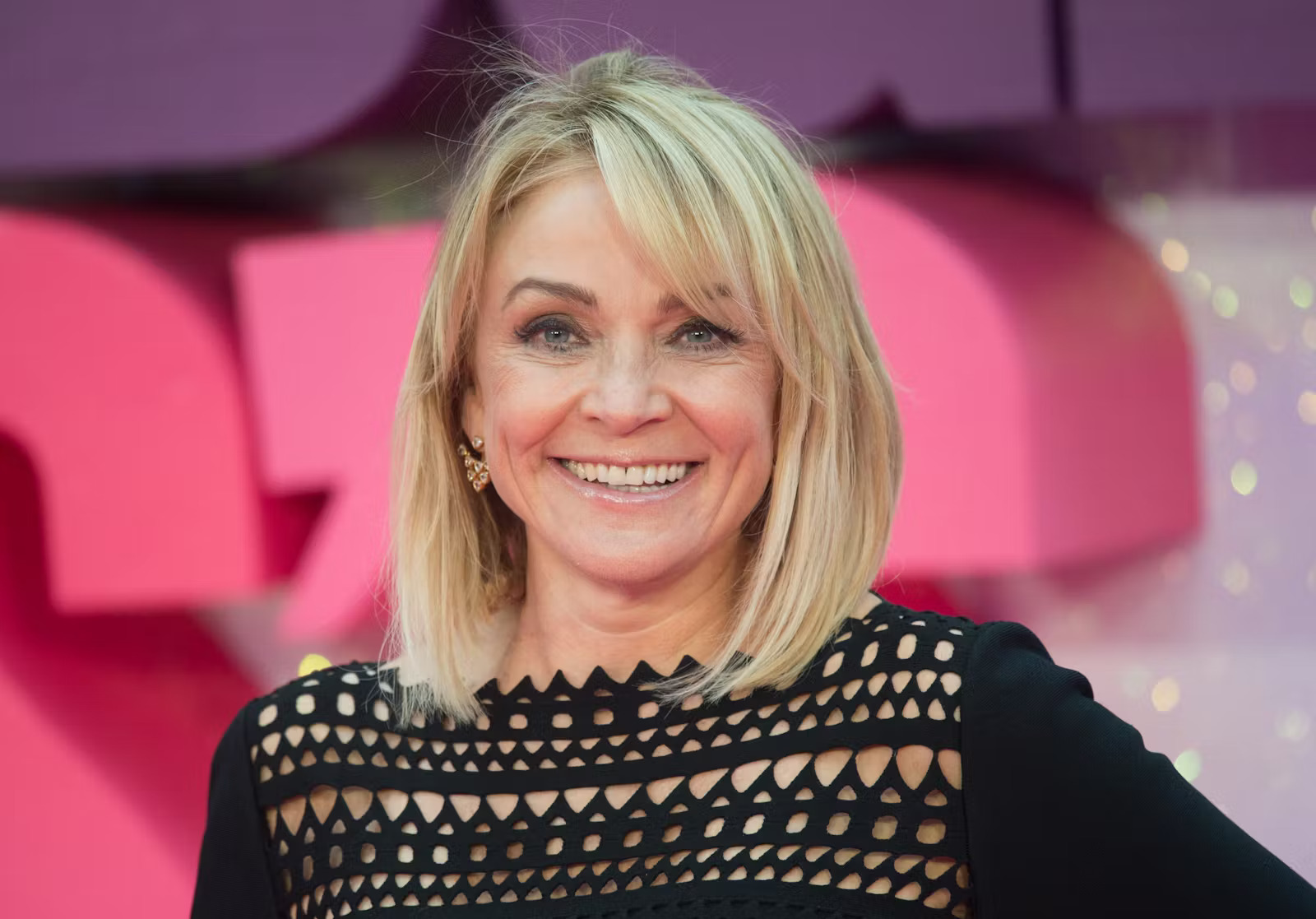
Helen Fielding en 2024.

En février 2004, elle donne naissance à son premier fils, Dashiell Michael, dont le père est Kevin Curran, scénariste de la série télé Les Simpson. Leur second enfant, une fille, est née le 16 juillet 2006.

## Œuvres

### SérieBridget Jones
1. Le Journal de Bridget Jones, Albin Michel, 1998 ((en) Bridget Jones's Diary, 1996)
2. Bridget Jones : L'Âge de raison, Albin Michel, 2000 ((en) Bridget Jones: The Edge Of Reason, 1999)
3. Bridget Jones : Folle de lui, Albin Michel, 2014 ((en) Bridget Jones: Mad About the Boy, 2013)
4. Bridget Jones Baby : Le Journal, Albin Michel, 2016 ((en) Bridget Jones's Baby: The Diaries, 2016)

### Romans indépendants
- Cause Celeb ((en) Cause Celeb (en), 1994)
- Olivia Joules ou l'Imagination hyperactive ((en) Olivia Joules and The Overactive Imagination, 2004)

### Recueil de nouvelles
- (en) Ox-tales, 2009

### Autres
- (en) Bridget Jones’ Guide to Life, 2001Livre de 60 pages écrit pour une œuvre de charité

### Filmographie
- 2025 : Bridget Jones : Folle de lui (Bridget Jones: Mad About the Boy) de Michael Morris (scénariste et productrice déléguée)